# Grand Prix automobile d'Afrique du Sud
 (signalé en juillet 2025).
Si vous disposez d'ouvrages ou d'articles de référence ou si vous connaissez des sites web de qualité traitant du thème abordé ici, merci de compléter l'article en donnant les références utiles à sa vérifiabilité et en les liant à la section « Notes et références ».
- Archive Wikiwix
- Bing
- Cairn
- DuckDuckGo
- E. Universalis
- Gallica
- Google
- G. Books
- G. News
- G. Scholar
- Persée
- Qwant
- (zh) Baidu
- (ru) Yandex
- (wd) trouver des œuvres sur Wikidata

Le Grand Prix automobile d'Afrique du Sud est une ancienne épreuve du championnat du monde de Formule 1 qui s'est tenue sur le circuit de East London en 1962, 1963 et 1965, puis sur le circuit du Kyalami près de Johannesburg de 1967 à 1985 et en 1992 et 1993.
Le Grand Prix est retiré du calendrier du championnat du monde de Formule 1 en 1986 à la suite de sanctions internationales imposées à l'Afrique du Sud en raison de sa politique d'apartheid.

## Faits marquants
- Grand Prix d'Afrique du Sud 1962 : ultime épreuve de la saison, la première édition du Grand Prix d'Afrique du Sud de Formule 1 disputée sur le circuit de East London est le théâtre du duel pour le titre entre l'Écossais Jim Clark (Lotus) et l'Anglais Graham Hill (BRM). Auteur de la pole position, Jim Clark prend la course en main et, à vingt tours de l'arrivée, est champion du monde virtuel lorsqu'une casse moteur de la Lotus du pilote écossais offre la victoire et le titre à Graham Hill.
- Grand Prix d'Afrique du Sud 1965 : manche d'ouverture de la saison, la course se déroule pour la dernière fois sur le circuit de East London et est remportée par Jim Clark. Elle est marquée par la performance de son compatriote Jackie Stewart qui termine sixième de son premier Grand Prix de Formule 1.
- Grand Prix d'Afrique du Sud 1967 : manche d'ouverture de la saison, le Grand Prix, qui se déroule désormais sur le circuit du Kyalami près de Johannesburg, est marqué par la victoire surprise du Mexicain Pedro Rodriguez alors que le Rhodésien John Love, qualifié en cinquième position sur sa Cooper-Climax privée, avait pris la tête de la course après avoir profité des ennuis du leader Denny Hulme avant qu'une panne d'essence ne l'oblige à passer par les stands, il se classe finalement deuxième.
- Grand Prix d'Afrique du Sud 1968 : épreuve d'ouverture de la saison, le Grand Prix est remporté par Jim Clark sur Lotus-Ford devant son coéquipier Graham Hill. En décrochant sa vingt-cinquième victoire en championnat du monde, le double champion du monde écossais s'empare du record de victoires en Grands Prix détenu depuis 1957 par Juan Manuel Fangio. Cette victoire sera sa dernière car il meurt le 7 avril lors d'une course de Formule 2 sur le circuit d'Hockenheim en Allemagne.
- Grand Prix d'Afrique du Sud 1970 : épreuve d'ouverture de la saison, le Grand Prix est remporté par le triple champion du monde australien Jack Brabham. La course est marquée par la pole position de l'écurie March Engineering pour sa première apparition en Formule 1 (signée par le champion du monde en titre Jackie Stewart).
- Grand Prix d'Afrique du Sud 1971 : manche d'ouverture de la saison, le Grand Prix est remporté sur une troisième voiture de la Scuderia Ferrari par l'Américain Mario Andretti, qui décroche la première victoire de sa carrière en Formule 1 après avoir profité des ennuis de Denny Hulme (McLaren-Ford) qui termine sixième à un tour.
- Grand Prix d'Afrique du Sud 1973 : troisième Grand Prix de la saison, l'épreuve reste célèbre par l'image de Mike Hailwood qui plonge dans les flammes pour sauver la vie de Clay Regazzoni, prisonnier de sa voiture après un carambolage en début de course.
- Grand Prix d'Afrique du Sud 1974 : troisième course de la saison, le Grand Prix est remporté sur Brabham-Ford par le pilote argentin Carlos Reutemann qui décroche la première victoire de sa carrière en Formule 1. L'épreuve est marquée par la première pole position de Niki Lauda (Ferrari) mais également endeuillée par la mort, huit jours plus tôt, lors d'une séance d'essais privés, de Peter Revson, pilote de l'écurie Shadow, qui avait fini deuxième du Grand Prix d'Afrique du Sud l'année précédente sur McLaren-Ford.
- Grand Prix d'Afrique du Sud 1975 : troisième épreuve de la saison, le Grand Prix, remporté devant son public par le régional de l'étape Jody Scheckter sur Tyrrell-Ford, est marqué par l'unique pole position de José Carlos Pace (Brabham-Ford).
- Grand Prix d'Afrique du Sud 1976 : deuxième épreuve de la saison, le Grand Prix est remporté par Niki Lauda (Ferrari) qui s'impose avec une seconde d'avance devant James Hunt (McLaren-Ford). Le pilote autrichien a offert à cette occasion à Ferrari sa soixantième victoire en tant que constructeur et motoriste.
- Grand Prix d'Afrique du Sud 1977 : troisième épreuve de la saison, le Grand Prix est remporté pour la deuxième fois consécutive par Lauda dont c'est le premier succès depuis son grave accident au Grand Prix d'Allemagne, l'année précédente au Nürburgring. La course est endeuillée par l'accident mortel du pilote gallois Tom Pryce (Shadow) qui percute à pleine vitesse un commissaire de piste qui traversait imprudemment la piste avec un extincteur.
- Grand Prix d'Afrique du Sud 1978 : troisième course de la saison, le Grand Prix, 300e épreuve du championnat du monde de Formule 1, est remporté au terme d'un final à suspense par le Suédois Ronnie Peterson (Lotus) qui s'impose dans le dernier tour devant le Français Patrick Depailler (Tyrrell) obligé de lever le pied pour économiser son essence et qui n'est battu que d'un souffle par son ancien coéquipier. La course est marquée par la prestation de l'écurie britannique Arrows, nouvelle écurie fondée par des dissidents de chez Shadow qui, pour sa seconde apparition en Grand Prix, prend la tête de la course grâce à l'Italien Riccardo Patrese, contraint à l'abandon à quinze tours de l'arrivée sur casse moteur.
- Grand Prix d'Afrique du Sud 1979 : troisième épreuve de la saison le Grand Prix, disputé sur une piste humide s'asséchant, est remporté par Gilles Villeneuve (Ferrari) devant son coéquipier Jody Scheckter et Jean-Pierre Jarier (Tyrrell-Ford), la course est marquée par la pole position de Jean-Pierre Jabouille qui offre à l'écurie Renault équipée du moteur turbocompressé sa première pole position depuis ses débuts en Formule 1 à l'occasion du Grand Prix de Grande-Bretagne 1977.
- Grand Prix d'Afrique du Sud 1980 : comme au GP du Brésil, les Renault équipées du moteur turbo dominent l'épreuve : leader depuis le début de la course Jean-Pierre Jabouille abandonne au soixante-et-unième tour sur crevaison et cède à nouveau la victoire à son coéquipier René Arnoux qui remporte son second Grand Prix consécutif devant ses compatriotes Jacques Laffite et Didier Pironi, tous deux sur Ligier. Il s'agit du premier podium 100 % français de l'histoire du championnat du monde de Formule 1. L'épreuve est marquée par les graves accidents d'Alain Prost (McLaren) et de Marc Surer (ATS) lors des qualifications.
- Grand Prix d'Afrique du Sud 1981 : épisode du conflit FISA-FOCA, l'édition 1981 se dispute sous l'égide de la World Federation of Motor Sport, créée pour l'occasion par la FOCA sans l'accord de la FISA, et se déroule en l'absence des écuries légalistes Renault Ferrari et Alfa Romeo et de l'écurie française Ligier pourtant affiliée à la FOCA mais légaliste par ses liens avec Matra Sports. La course est boudée par les médias, notamment la télévision, qui n'ont pas fait le déplacement et se déroule dans une certaine indifférence. Elle est remportée sur Williams-Ford, par Carlos Reutemann qui remporte sa seconde victoire hors-championnat.
- Grand Prix d'Afrique du Sud 1982 : fait unique dans les annales de la Formule 1, tous les pilotes sauf deux boycottent les premiers essais et font grève en réaction au projet de super-licence que la FISA et la FOCA tentent d'imposer. Afin de maintenir leur cohésion et de résister aux pressions de leurs employeurs pendant que leur représentant Didier Pironi négocie avec les instances dirigeantes. Les pilotes s'isolent toute une nuit dans le salon d'un grand hôtel transformé en dortoir. Un accord étant finalement intervenu, la course a lieu et est remportée par Alain Prost sur Renault. Victime d'une crevaison vers la mi-course, Prost chausse des gommes tendres et effectue une remontée qui fera école : partir avec des gommes tendres et une voiture légère en essence puis ravitailler à la mi-course.
- Grand Prix d'Afrique du Sud 1983 : ultime épreuve de la saison, le Grand Prix est le théâtre du duel pour le titre entre Alain Prost (Renault) et Nelson Piquet (Brabham). Victime d'une casse moteur au trente-cinquième tour, Prost ne peut empêcher Piquet, troisième de la course remportée par son coéquipier Riccardo Patrese, de remporter son deuxième titre mondial.
- Grand Prix d'Afrique du Sud 1984 : deuxième épreuve de la saison, la course est remportée sur McLaren-TAG par Niki Lauda qui signe la vingtième victoire de sa carrière. Obligé de s'élancer des stands avec sa voiture de réserve en raison d'une panne survenue sur la pré-grille, Alain Prost, au prix d'une impressionnante remontée, assure le doublé pour McLaren. L'épreuve est marquée par le grave accident lors du warm-up, de Piercarlo Ghinzani (Osella-Alfa Romeo), victime d'une violente sortie de piste au cours de laquelle sa voiture s'est embrasée.
- Grand Prix d'Afrique du Sud 1985 : avant-dernière épreuve de la saison, le Grand Prix est remporté sur Williams-Honda par Nigel Mansell devant son coéquipier Keke Rosberg et le nouveau champion du monde Alain Prost (McLaren-TAG). À la demande du gouvernement français, qui dénonce la politique d'apartheid, les écuries françaises Ligier et Renault n'ont pas pris part à la course, tout comme l'écurie allemande Zakspeed.
- Grand Prix d'Afrique du Sud 1992 : après sept ans d'absence à la suite des sanctions internationales imposées à l'Afrique du Sud en raison de sa politique d'apartheid, le Grand Prix d'Afrique du Sud est de retour au calendrier comme manche d'ouverture de la saison. Comme sept ans plus tôt, la course est remportée par Nigel Mansell (Williams-Renault) qui s'impose devant son coéquipier Riccardo Patrese et le champion du monde en titre Ayrton Senna sur McLaren-Honda. Les deux pilotes de l'écurie Andrea Moda Formula Alex Caffi et Enrico Bertaggia sont exclus de la course pour non-paiement de la caution d'engagement de leur écurie.
- Grand Prix d'Afrique du Sud 1993 : manche d'ouverture de la saison, le dernier Grand Prix d'Afrique du Sud est remporté par Alain Prost sur Williams-Renault devant son rival le Brésilien Ayrton Senna sur McLaren-Ford et Mark Blundell sur Ligier-Renault qui monte sur le podium pour la première fois de sa carrière. Seulement cinq voitures rallient le drapeau à damier, présenté sous un violent orage qui avait éclaté quelques instants plus tôt.

## Circuits utilisés

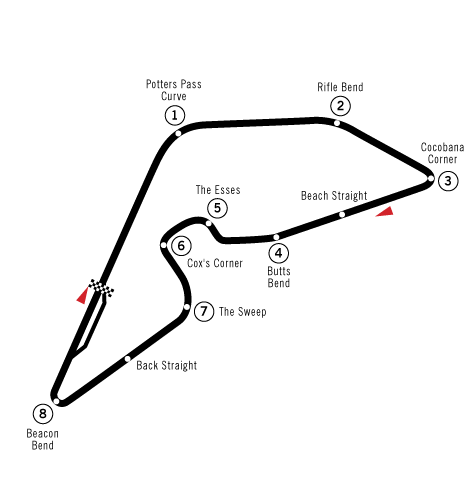
Circuit de East London.
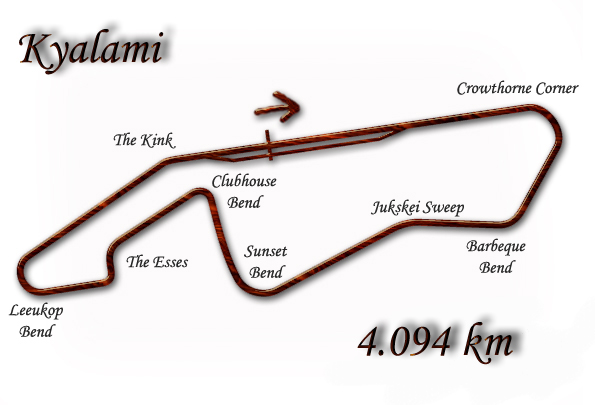
Circuit de Kyalami (1967-1985).
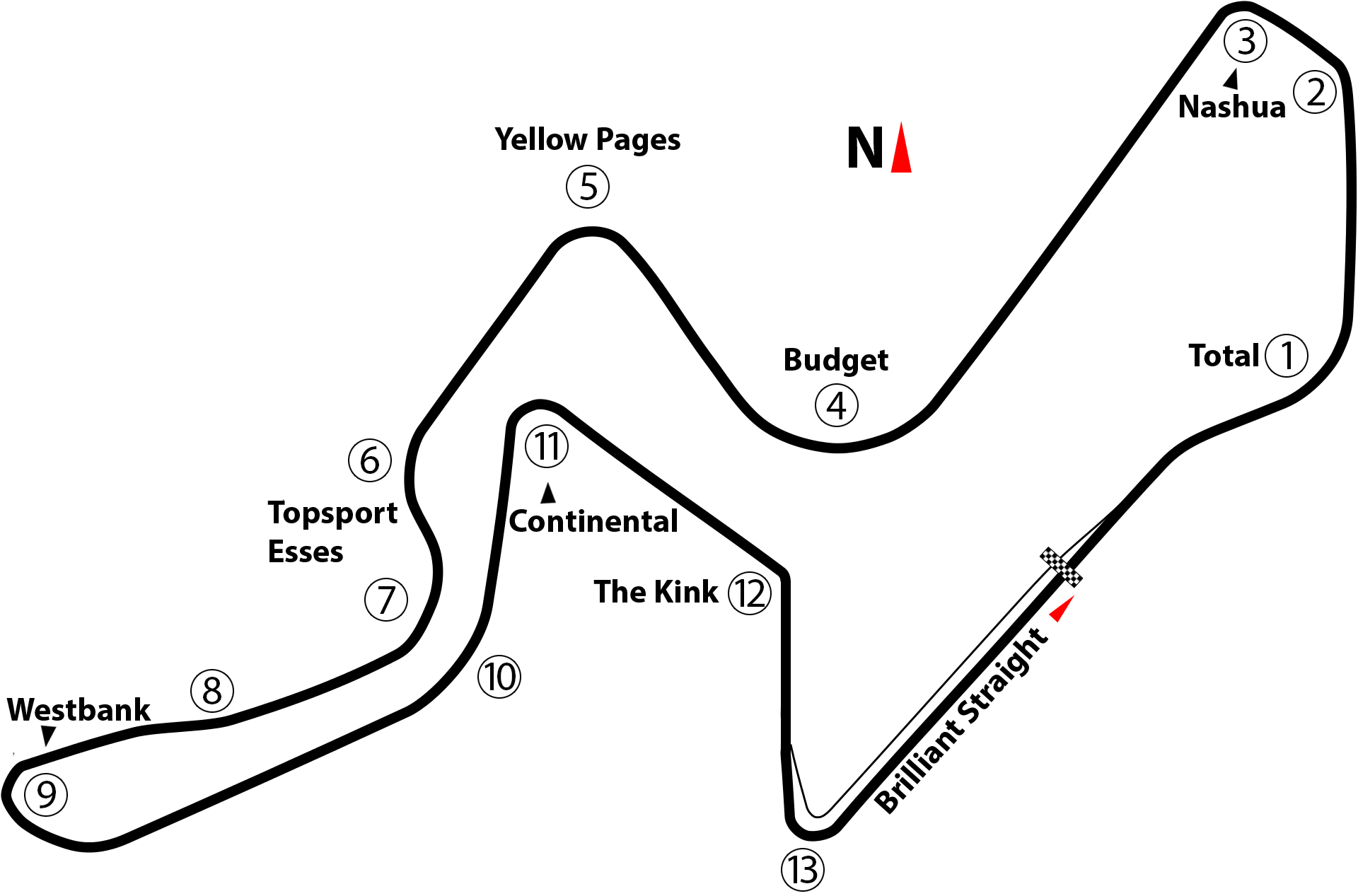
Circuit de Kyalami (1992-1993).

## Palmarès
Les événements qui ne faisaient pas partie du championnat du monde de Formule 1 sont indiqués par un fond rose.
| Année     | Vainqueur          | Voiture          | Circuit               | Résultats |
| --------- | ------------------ | ---------------- | --------------------- | --------- |
| 1934      | Whitney Straight   | Maserati 8CM     | Circuit Prince George | Résultats |
| 1935      | Non couru          | Non couru        | Non couru             | Non couru |
| 1936      | Mario Massacuratti | Bugatti Type 35B | Circuit Prince George | Résultats |
| 1937      | Pat Fairfield      | ERA B-Type       | Circuit Prince George | Résultats |
| 1938      | Buller Meyer       | Riley            | Circuit Prince George | Résultats |
| 1939      | Luigi Villoresi    | Maserati 6CM     | Circuit Prince George | Résultats |
| 1940-1959 | Non couru          | Non couru        | Non couru             | Non couru |
| 1960      | Paul Frère         | Cooper-Climax    | Circuit Prince George | Résultats |
| 1960      | Stirling Moss      | Porsche          | Circuit Prince George | Résultats |
| 1961      | Jim Clark          | Lotus-Climax     | Circuit Prince George | Résultats |
| 1962      | Graham Hill        | BRM              | Circuit Prince George | Résultats |
| 1963      | Jim Clark          | Lotus-Climax     | Circuit Prince George | Résultats |
| 1964      | Non couru          | Non couru        | Non couru             | Non couru |
| 1965      | Jim Clark          | Lotus-Climax     | Circuit Prince George | Résultats |
| 1966      | Mike Spence        | Lotus-Climax     | Circuit Prince George | Résultats |
| 1967      | Pedro Rodríguez    | Cooper-Maserati  | Circuit du Kyalami    | Résultats |
| 1968      | Jim Clark          | Lotus-Ford       | Circuit du Kyalami    | Résultats |
| 1969      | Jackie Stewart     | Matra-Ford       | Circuit du Kyalami    | Résultats |
| 1970      | Jack Brabham       | Brabham-Ford     | Circuit du Kyalami    | Résultats |
| 1971      | Mario Andretti     | Ferrari          | Circuit du Kyalami    | Résultats |
| 1972      | Denny Hulme        | McLaren-Ford     | Circuit du Kyalami    | Résultats |
| 1973      | Jackie Stewart     | Tyrrell-Ford     | Circuit du Kyalami    | Résultats |
| 1974      | Carlos Reutemann   | Brabham-Ford     | Circuit du Kyalami    | Résultats |
| 1975      | Jody Scheckter     | Tyrrell-Ford     | Circuit du Kyalami    | Résultats |
| 1976      | Niki Lauda         | Ferrari          | Circuit du Kyalami    | Résultats |
| 1977      | Niki Lauda         | Ferrari          | Circuit du Kyalami    | Résultats |
| 1978      | Ronnie Peterson    | Lotus-Ford       | Circuit du Kyalami    | Résultats |
| 1979      | Gilles Villeneuve  | Ferrari          | Circuit du Kyalami    | Résultats |
| 1980      | René Arnoux        | Renault          | Circuit du Kyalami    | Résultats |
| 1981      | Carlos Reutemann   | Williams-Ford    | Circuit du Kyalami    | Résultats |
| 1982      | Alain Prost        | Renault          | Circuit du Kyalami    | Résultats |
| 1983      | Riccardo Patrese   | Brabham-BMW      | Circuit du Kyalami    | Résultats |
| 1984      | Niki Lauda         | McLaren-TAG      | Circuit du Kyalami    | Résultats |
| 1985      | Nigel Mansell      | Williams-Honda   | Circuit du Kyalami    | Résultats |
| 1986-1991 | Non couru          | Non couru        | Non couru             | Non couru |
| 1992      | Nigel Mansell      | Williams-Renault | Circuit du Kyalami    | Résultats |
| 1993      | Alain Prost        | Williams-Renault | Circuit du Kyalami    | Résultats |

### Classement des pilotes par nombre de victoires
| Nombre de victoires | Pilote           | Années                      |
| ------------------- | ---------------- | --------------------------- |
| 4                   | Jim Clark        | - 1961 - 1963 - 1965 - 1968 |
| 3                   | Niki Lauda       | - 1976 - 1977 - 1984        |
| 2                   | Jackie Stewart   | - 1969 - 1973               |
| 2                   | Carlos Reutemann | - 1981 - 1974               |
| 2                   | Nigel Mansell    | - 1985 - 1992               |
| 2                   | Alain Prost      | - 1982 - 1993               |

| Pos. | Nations     | Victoires |
| ---- | ----------- | --------- |
| 1er  | Royaume-Uni | 13        |
| 2e   | Italie      | 3         |
| 2e   | Autriche    | 3         |
| 2e   | France      | 3         |
| 5e   | États-Unis  | 2         |
| 5e   | Argentine   | 2         |

### Classement des constructeurs par nombre de victoires
| Nombre de victoires | Écurie   | Années                                    |
| ------------------- | -------- | ----------------------------------------- |
| 6 victoires         | Lotus    | - 1961 - 1963 - 1965 - 1966 - 1968 - 1978 |
| 4 victoires         | Ferrari  | - 1971 - 1976 - 1977 - 1979               |
| 4 victoires         | Williams | - 1981 - 1985 - 1992 - 1993               |
| 3 victoires         | Brabham  | - 1970 - 1974 - 1983                      |
| 2 victoires         | Maserati | - 1934 - 1939                             |
| 2 victoires         | Cooper   | - 1960 - 1967                             |
| 2 victoires         | Tyrrell  | - 1973 - 1975                             |
| 2 victoires         | McLaren  | - 1972 - 1984                             |
| 2 victoires         | Renault  | - 1980 - 1982                             |

| Pos. | Nations     | Victoires |
| ---- | ----------- | --------- |
| 1er  | Royaume-Uni | 22        |
| 2e   | Italie      | 6         |
| 3e   | France      | 4         |
| 4e   | Allemagne   | 1         |